# Fīlgāh
Fīlgāh (persiska: فيلگاه) är en ort i Iran.   Den ligger i provinsen Kohgiluyeh och Buyer Ahmad, i den centrala delen av landet, 600 km söder om huvudstaden Teheran. Fīlgāh ligger 794 meter över havet och antalet invånare är 330.
Terrängen runt Fīlgāh är varierad. Runt Fīlgāh är det ganska glesbefolkat, med 47 invånare per kvadratkilometer. Närmaste större samhälle är Dehdasht, 15,0 km norr om Fīlgāh. Omgivningarna runt Fīlgāh är i huvudsak ett öppet busklandskap.